# Lèmur ratolí d'Arnhold
El lèmur ratolí d'Arnhold (Microcebus arnholdi) és una espècie de lèmur mico endèmica de Madagascar. L'holotip en fou trobat el 27 de novembre del 2005 i fou descrit per primera vegada el 2008. Les proves genètiques indiquen que difereix genèticament del seu tàxon germà més proper, el lèmur ratolí del Sambirano (M. sambiranensis).
Amb un pes de 49,7 g, un cos de 8,1 cm i una cua de 12,9 cm, és un lèmur ratolí de mida mitjana. Viu a la selva montana del Parc Nacional de la Montagne d'Ambre i la Reserva Especial de la Montagne d'Ambre, al nord de Madagascar.